# Vera Bergman
Vera Bergman (* 16. Februar 1920 in Berlin, Deutschland; † 19. Mai 1971 in Victoria, Australien) war eine deutsche Bühnen- und Filmdarstellerin. Bekannt wurde sie vor allem durch ihre Rollen in zahlreichen italienischen Filmen.

## Leben
Vera Bergmann war die Tochter des Bankiers und Diplomaten Carl Bergman. Ihre Mutter war österreichischer Abstammung. Sie besuchte nach ihrem Studium in Den Haag eine Schauspielschule unter der Leitung von Max Reinhardt. Dies ermöglichte ihre spätere Theaterkarriere unter anderem in verschiedenen europäischen Städten wie Prag, Rom und auch Berlin. In Deutschland wurde sie nach ihrer schulischen Ausbildung ein Teil des Schauspielensembles Deutsches Theater Berlin.
In ihrem Heimatland Deutschland spielte sie in nur drei Filmen mit, bevor sie ihre Karriere nach Italien verlagerte. Dort erhielt sie die bedeutendsten Filmrollen ihres Lebens, unter anderem 1939 in dem Film Maddalena, zero in condotta unter Regie von Vittorio De Sica. Hier spielte die noch sehr junge Vera Bergman die verständnisvolle und liebevolle Lehrerin Elisa Malgari, die in einer Mädchenschule unterrichtet und dort in Konflikt mit ihren Kolleginnen geriet. Der Film wurde 1940 ein großer Publikumserfolg und von den Kritikern der damaligen Zeit sehr geschätzt.
Bergmans Rollen waren geprägt von großer Professionalität und verhalfen ihr in den Jahren des Zweiten Weltkriegs zu einer respektablen Karriere. Nach dem Krieg wurde es um Vera Bergman zunehmend ruhiger. Sie trat vermehrt in mittelmäßigeren Filmen auf, mit Ausnahme von Luigi Capuanos Legge di sangue, in dem sie die Rolle einer verächtlichen und undurchsichtigen Adligen sehr erfolgreich spielte. Nach eigenen Angaben spielte sie etwa 25 Hauptrollen und hatte weitere Nebenrollen auch in Amerika, England, der Schweiz und Holland. Sie stellte zu ihrer Zeit einen wichtigen Teil des italienischen Neorealismus, der die internationale Filmwelt zwischen 1945 und 1955 nachhaltig beeinflusste, dar.
Am 7. Februar 1951 heiratete sie in Melbourne im Alter von 30 Jahren den Journalisten Peter Anthony Vasquez Russo. Die beiden blieben kinderlos.

## Filmografie (Auswahl)
- 1938: Es leuchten die Sterne
- 1940: Maddalena, ein Mädchen mit Pfiff (Maddalena, zero in condotta)
- 1941: Lucky Night (Notte di fortuna)
- 1941: The Man on the Street (La bocca sulla strada)
- 1943: The Champion (Il campione)
- 1945: Non canto più
- 1946: Teheran
- 1947: The Two Orphans (I Due Orfanelli)
- 1948: Legge di sangue
- 1954: The Last Race (L’ultima gara)